# Jacob Gnahoui
Jacob Gnahoui, né le 18 novembre 1985 à Allada, est un judoka béninois qui concourt dans la catégorie des 60 kg masculins. Aux Jeux olympiques d'été de 2012, où il est le porte-drapeau de la délégation béninoise. Son dernier résultat est la 7ᵉ place pour les poids superlégers 60 kg hommes aux Championnats d'Afrique en 2016.
Il est aussi l'initiateur du tournoi de judo "Gnahoui Jacob" destiné à promouvoir les judokas émergents du Bénin.
Jacob Gnahoui vit en France depuis 2006, il est militaire au sein du Peloton de surveillance et d'intervention de la Gendarmerie de Thionville (PSIG Sabre).